# Antukový dvorec

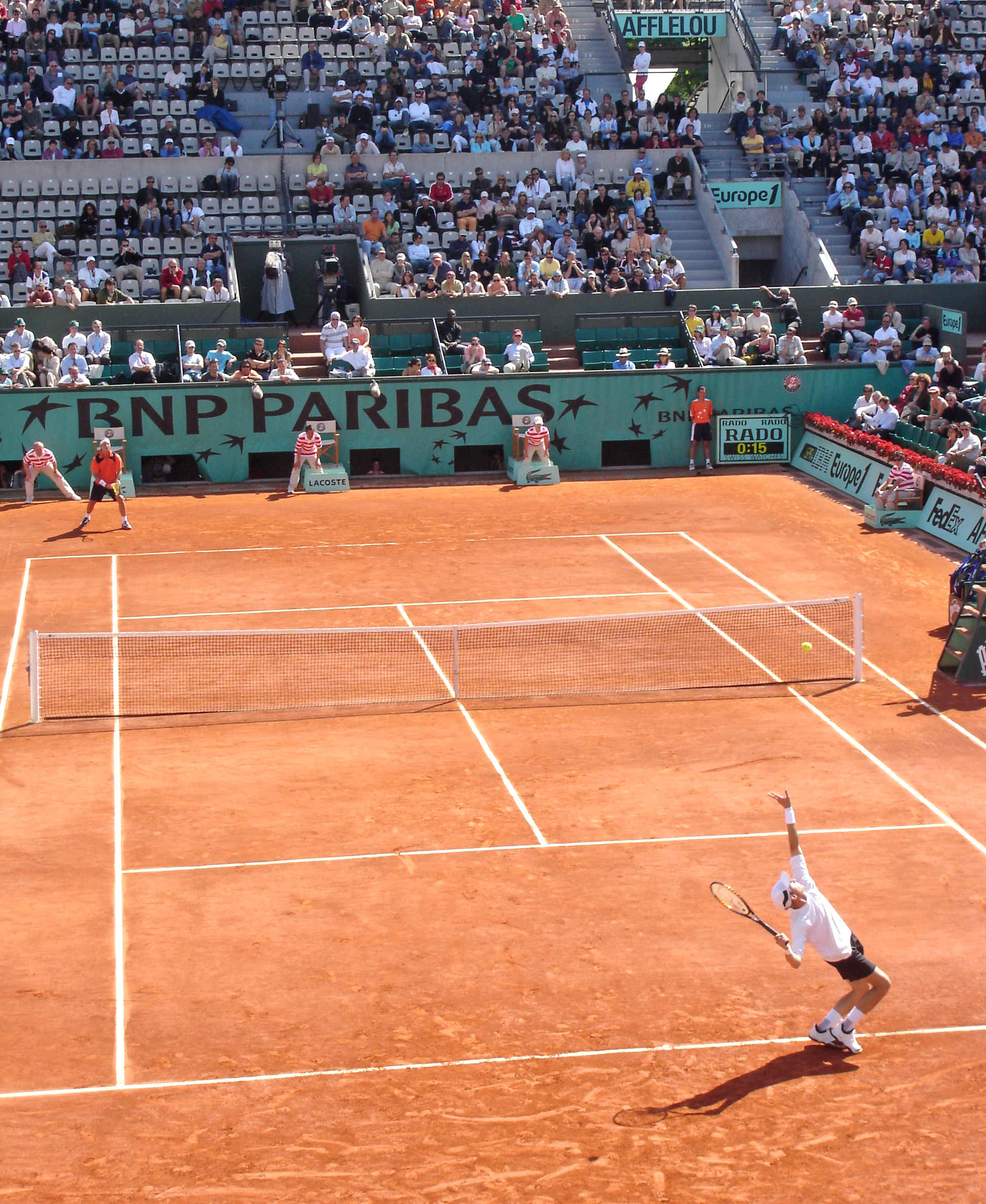
Dvorec Philippa Chatriera na Stade Roland-Garros, kde probíhá French Open

Antuka (z francouzštiny: en tout cas – za všech okolností, do každého počasí)  je jeden ze čtyř základních povrchů tenisového a volejbalového dvorce. Antukové kurty tvoří rozdrcené cihly, břidlice či štěrk. Moučka neobsahuje přírodní písek, ale pouze ostrohranné částice včetně prachových, aby bylo možno jejím zhutněním vytvořit pevnou a neklouzavou vrstvu. Na povrchu dochází k postupnému omílání hran zrn, což vede k opotřebování a nutnosti náhrady za čerstvou antuku.
Jediným grandslamem hraným na antuce je French Open v Paříži. Profesionální tenisové okruhy ATP Tour a WTA Tour obsahují jarní a letní antukovou sezónu probíhající v Evropě, Jižní Americe a Africe, kde se jedná o tradiční povrch. Ve Spojených státech se koná jihokarolínský Charleston Open na zelené, tzv. Har-Tru antuce. V letech 1975–1977 se tato rychlejší verze stala povrchem také newyorského grandslamu US Open.

## Antuka

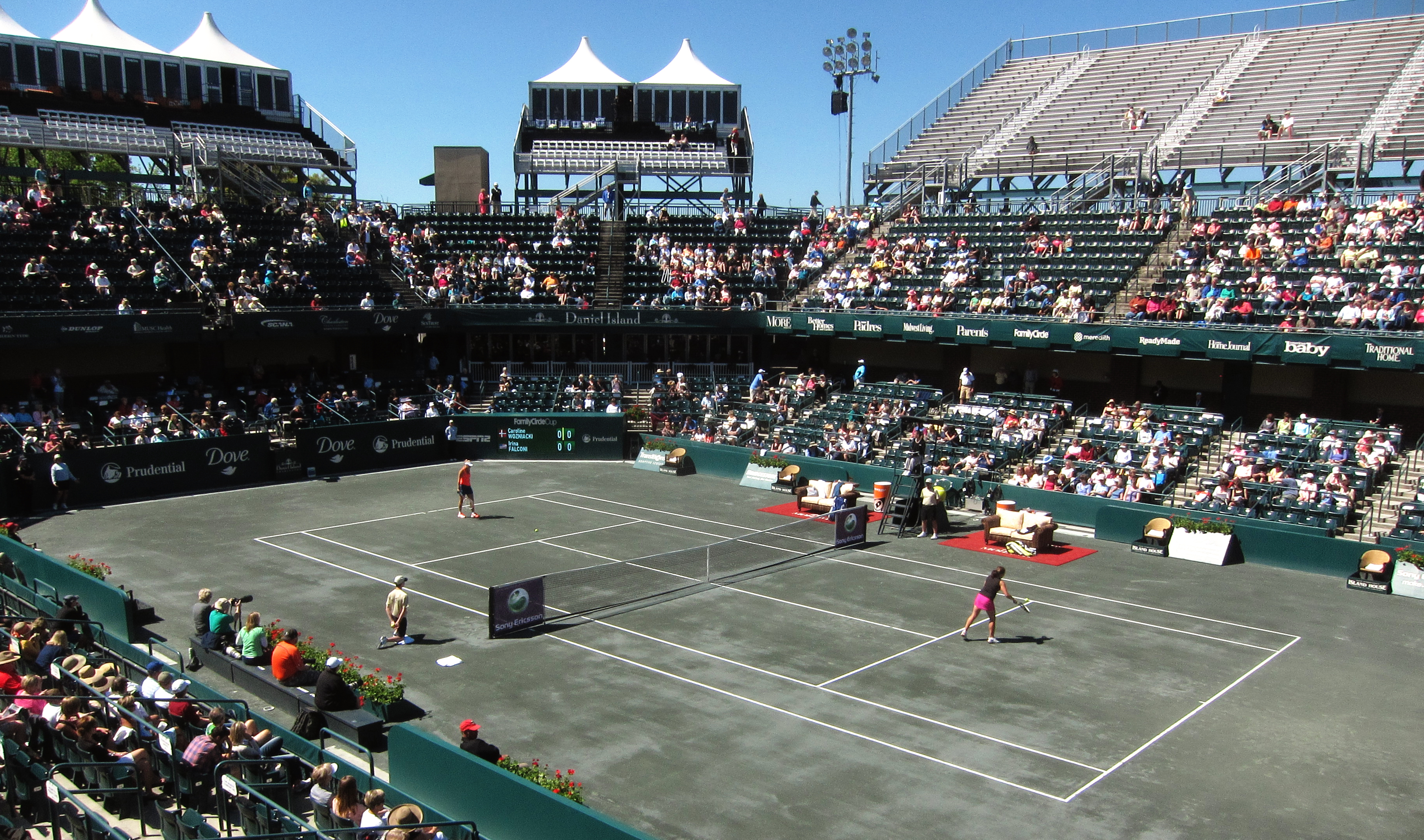
Zelená antuka na Charleston Open

Rozšířenějším ze dvou základních typů povrchu je červená antuka vyrobená z rozdrcených cihel a střešních tašek. Jedná se o pomalejší a méně tvrdou variantu než zelená antuka neboli Har-Tru či  „americká antuka“, jíž tvoří drcený metamorfovaný čedič s výbornými hygroskopickými vlastnostmi. Zelenou antuku vyvinula na počátku 30. let dvacátého století firma HarTru se sídlem v Charlottesville. Tmavě šedavězelenou barvu povrchu dodává minerál epidot obsažený v antukové moučce. Na Madrid Open 2012 měla v profesionálním tenise premiéru modrá antuka. Tuto verzi, rychlejší než červená a zelená antuka, kritizovali světová jednička a dvojka Djoković s Nadalem.
Charakteristickými vlastnostmi antuky jsou pórovitost, pružnost a dobrá propustnost vody. Jako nejpomalejší tenisový povrch předurčuje hru od základní čáry a dává příležitost hráčům s dobrým fyzickým fondem a propracovanou obranou. Vyjma tenisu se na ní konají také volejbalové a nohejbalové soutěže. Ačkoliv jsou náklady na výstavbu antukových kurtů nižší než u ostatních typů dvorců, jejich údržba je naopak dražší. Rovnost povrchu se udržuje válcováním. Obsah vodní složky musí být vyvážený.

## Tenisté

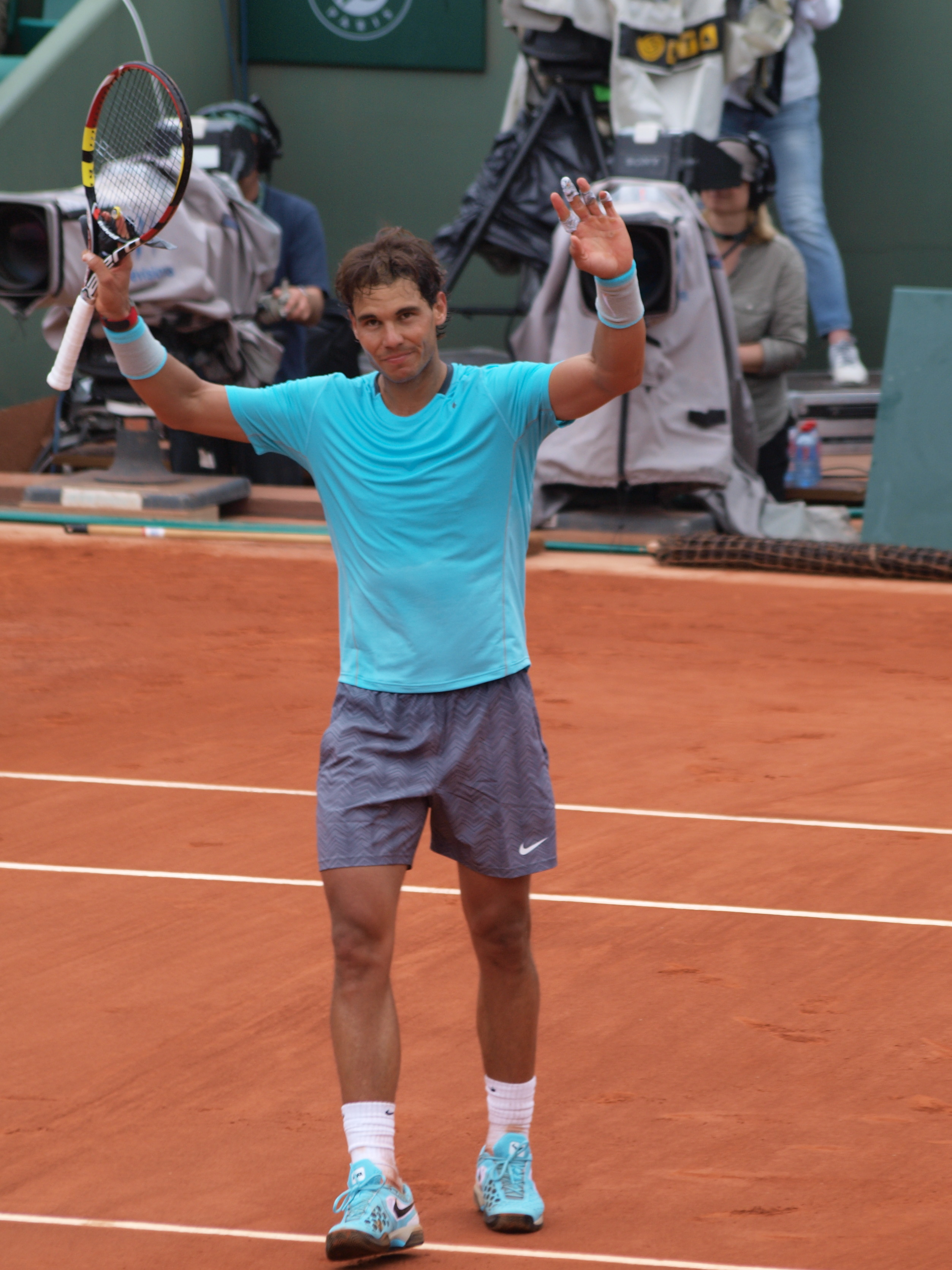
Španěl Rafael Nadal vyhrál čtrnáctkrát Roland-Garros, což je historický rekord v počtu singlových titulů na jediném grandslamu

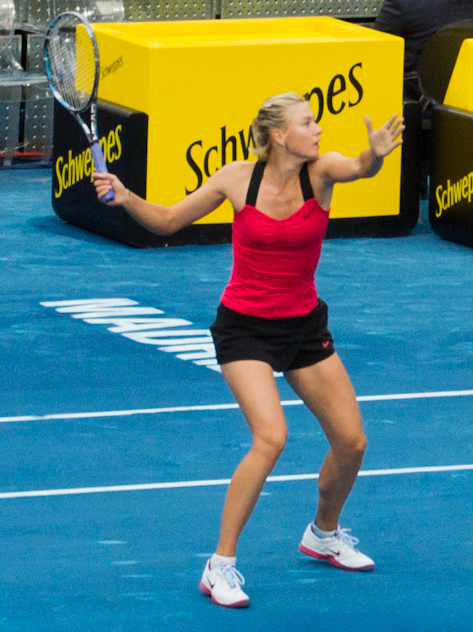
Maria Šarapovová na modré antuce Madrid Open. Pro vysoký vzrůst, horší koordinaci pohybů a neschopnost doklouzávat míče se Ruska na antuce označila přímo „za krávu na ledě“. Přesto však French Open vyhrála jako jediný z grandslamů dvakrát.

Španěl Rafael Nadal získal přezdívku „antukový král. Jako jediný tenista historie vyhrál čtrnáct singlových titulů na jediném grandslamu, a to právě na Roland-Garros. Od svého pařížského debutu v roce 2005 odešel k sezóně 2024 z antukového majoru jen čtyřikrát poražen, v letech 2009, 2015, 2021 a 2024, s celkovou zápasovou bilancí 112–4 (nehrál pouze ročník 2023). V otevřené éře Španěl rovněž drží rekordní mužskou šňůru neporazitelnosti na jediném povrchu, jíž dosáhl 81 antukovými výhrami mezi dubnem 2005 až květnem 2007. V tomto období si připsal třináct trofejí a jeho sérii ukončila až finálová porážka s Federerem v Hamburku. Do ukončení kariéry v listopadu 2024 si připsal rekordních 63 antukových titulů, jimiž překonal předchozí zápis 49 trofejí Argentince Guillerma Vilase. Klasickým antukářem byl Rakušan Thomas Muster, jenž získal 40 ze 44 titulů na antuce. Pouze jednou však triumfoval na French Open. Na tomto povrchu se prosadili také Sergi Bruguera, Gustavo Kuerten, Juan Carlos Ferrero či Björn Borg, který na French Open vytvořil absolutní rekord 41 vyhraných setů bez přerušení (1979–1981).
Američanka Chris Evertová je držitelkou rekordní šňůry vítězných zápasů na jediném povrchu bez rozdílu pohlaví. Mezi srpnem 1973 až květnem 1979 vyhrála 125 antukových utkání v řadě, o 44 více než Nadal při svém maximu z let 2005–2007. Během této série ztratila pouze 8 setů a 71 z nich vyhrála poměrem 6–0 (27 %). Mezi ženami vytvořila i druhou nejdelší sérii 72 antukových výher, jíž ukončila Hana Mandlíková v semifinále French Open 1981. Na Roland Garros drží ženský rekord sedmi trofejí a z třinácti pařížských účastí nepostoupila pouze jednou alespoň do semifinále. Ovládla i všechny tři ročníky US Open probíhající v letech 1975–1977 na antuce. WTA ji označila za „antukovou královnu“. Na antuce rovněž dosáhla nejvyšší procentuální úspěšnosti, když vyhrála 94,55 % zápasů (382–22) a v open éře získala vůbec nejvíce, 70 antukových singlových titulů. Mezi další významné antukářky se zařadily Steffi Grafová (32 antukových titulů (at) včetně 6 z Roland Garros (RG)), Margaret Courtová (24 at, 5 RG), Iga Świąteková (10 at, 4 RG), Evonne Goolagongová (20 at, 1 RG), Arantxa Sánchezová Vicariová (19 at, 3 RG), Conchita Martínezová (19 at, finalistka RG), Martina Navrátilová (19 at, 2 RG), v 16 letech nejmladší pařížská šampionka Monika Selešová (14 at, 3 RG), Justine Heninová (13 at, 4 RG) a Serena Williamsová (13 at, 3 RG).

## Elektronický čárový rozhodčí
Na antukových událostech organizovaných mužskou ATP byla technologie elektronického čárového rozhodčího poprvé použita na únorovém Argentina Open 2025 a následně na Monte-Carlo Masters 2025. Prvním antukovým turnajem okruhu WTA Tour, jenž využil elektronickou technologii pro monitoring stopy na čárách, se stal Charleston Open 2025. Primát v rámci smíšených antukových událostí ATP a WTA pak získaly Madrid Open 2025 a Italian Open 2025.
Elektronické přezkoumání dopadu míčku při zachování lidských čárových rozhodčích bylo na antuce okruhu ATP poprvé testováno na únorovém Rio Open 2020 a v témže měsíci jej mohly premiérově využít i tenistky v kvalifikačním kole Billie Jean King Cupu 2020/2021 mezi Nizozemskem a Běloruskem. Tenisté mohli na těchto událostech požádat o přezkum výroku hlavního rozhodčího.

## Profesionální antuková sezóna
| Kategorie  | Kategorie |
| ATP Tour   | WTA Tour  |
| ---------- | --------- |
| Grand Slam |           |
| ATP 1000   | WTA 1000  |
| ATP 500    | WTA 500   |
| ATP 250    | WTA 250   |

### Jihoamerická antuková sezóna
|       | Golden Swing                             |
| Týden | ATP Tour                                 |
| ----- | ---------------------------------------- |
| 1.    | Argentina Open (Buenos Aires, Argentina) |
| 2.    | Rio Open (Rio de Janeiro, Brazílie)      |
| 3.    | Chile Open (Santiago, Chile)             |

### Jarní antuková sezóna
| Týden  | ATP Tour | WTA Tour                                          |
| ------ | --- | ------------------------------------------------- |
| 1.     | U.S. Men's Clay Court Championships (Houston, Spojené státy) Grand Prix Hassan II (Marrákeš, Maroko) Romanian Open (Bukurešť, Rumunsko) | Charleston Open (Charleston, Spojené státy)       |
| 1.     | U.S. Men's Clay Court Championships (Houston, Spojené státy) Grand Prix Hassan II (Marrákeš, Maroko) Romanian Open (Bukurešť, Rumunsko) | Copa Colsanitas (Bogota, Kolumbie)                |
| 2.     | Monte-Carlo Masters (Roquebrune-Cap-Martin, Francie)                                                                                    | žádný turnaj                                      |
| 3.     | Barcelona Open (Barcelona, Španělsko)                                                                                                   | Stuttgart Open (Stuttgart, Německo)               |
| 3.     | BMW Open (Mnichov, Německo) | Rouen Open (Rouen, Francie)                       |
| 4.–5.  | Madrid Open (Madrid, Španělsko) | Madrid Open (Madrid, Španělsko)                   |
| 6.–7.  | Italian Open (Řím, Itálie) | Italian Open (Řím, Itálie)                        |
| 8.     | Hamburg Open (Hamburk, Německo) | Internationaux de Strasbourg (Štrasburk, Francie) |
| 8.     | Geneva Open (Ženeva, Švýcarsko) | Morocco Open (Rabat, Maroko)                      |
| 9.–10. | French Open (Paříž, Francie) | French Open (Paříž, Francie)                      |

### Letní antuková sezóna
| Týden | ATP Tour                                                                           | WTA Tour                                                   |
| ----- | ---------------------------------------------------------------------------------- | ---------------------------------------------------------- |
| 1.    | Swedish Open (Båstad, Švédsko) Swiss Open (Gstaad, Švýcarsko)                      | Iași Open (Jasy, Rumunsko) Hamburg Open (Hamburk, Německo) |
| 2.    | Austrian Open Kitzbühel (Kitzbühel, Rakousko) Croatia Open Umag (Umag, Chorvatsko) | žádný turnaj                                               |